# Neastacilla tarni
Neastacilla tarni is een pissebed uit de familie Arcturidae. De wetenschappelijke naam van de soort is voor het eerst geldig gepubliceerd in 2003 door King.